# Octanapis
Octanapis is een geslacht van spinnen uit de  familie van de Anapidae (Dwergkogelspinnen).

## Soorten
- Octanapis cann Platnick & Forster, 1989
- Octanapis octocula (Forster, 1959)